# Beroepscommissie voor de toegang tot milieu-informatie
De Federale Beroepscommissie voor de toegang tot milieu-informatie (BTM) is een Belgisch beroepsorgaan dat de toegang tot milieu-informatie regelt. Burgers die informatie over het milieu wensen, maar die niet krijgen van een instantie die de informatie heeft, kunnen een beroepsprocedure starten. De BTM vraagt de documenten op bij de instantie, bekijkt of de informatie al dan niet terecht werd geweigerd, en maakt de informatie die wel vrijgegeven moet worden eventueel zelf over. Daarin verschilt de BTM van de Commissie voor de toegang tot bestuursdocumenten, die enkel een adviesbevoegdheid heeft.
De toegang tot milieu-informatie wordt in België geregeld door de Wet betreffende de toegang van het publiek tot milieu-informatie. Die is er gekomen na het afsluiten van het Verdrag van Aarhus.